# Friedrich Gondolatsch

Friedrich Gondolatsch (um 1962)

Friedrich Peter Max Gondolatsch (* 3. Juni 1904 in Görlitz; † 13. November 2003 in Heidelberg) war ein deutscher Astronom.

## Leben
Friedrich Gondolatsch wurde am 3. Juni 1904 als zweiter Sohn des Musiklehrers Max Gondolatsch in Görlitz geboren. Nach drei Jahren auf der Gemeindeschule besuchte er ab 1913 das humanistische Gymnasium, an dem er 1923 seine Abiturprüfung bestand. Im selben Jahr begann er ein Studium der Astronomie an der Universität Leipzig, zog aber ein Jahr später nach München, wo er ein Jahr lang an der Universität München und an der Technischen Hochschule München studierte. Im Jahr 1925 wechselte er auf die Friedrich-Wilhelms-Universität nach Berlin, wo er am 27. September 1929 mit einer Arbeit über „Eine Methode zur räumlichen Bahnbestimmung bewegter Kometenschweifmaterie (mit Anwendung auf den Halleyschen Kometen)“ promovierte. Er führte damit frühere Arbeiten seines Doktorvaters August Kopff, dem Direktor des Astronomischen Recheninstituts (ARI) in Berlin-Dahlem, fort, und kam zu dem Ergebnis, dass sich eine auffällig starke Verdichtung im Schweif des Kometen, nicht wie erwartet, in der Bahnebene des Kometenkerns bewegte. Eine genauere Erklärung für dieses Verhalten konnte damals allerdings nicht gefunden werden. Nachdem während des Zweiten Weltkrieges seine Wohnung zerstört worden war, musste er in den kleinen Ort Sermuth umziehen, wohin das ARI verlegt wurde, nach Kriegsende zog das Institut nach Heidelberg. Gondolatsch war 26 Jahre mit Margarethe Gondolatsch, geborene Fabricius verheiratet, die am 10. April 1964 starb.
Der Asteroid (1562) Gondolatsch ist nach ihm benannt.

## Werk

### Tätigkeiten
Bereits seit dem 1. Mai 1927 war Gondolatsch am Astronomischen Rechen-Institut als wissenschaftlicher Hilfsarbeiter angestellt, ab 1928 dann als Assistent. Auch nach seiner Promotion blieb er beim ARI angestellt. Parallel dazu beschäftigte er sich ab 1927 bis 1932 mit den Ephemeridenarbeiten für das Berliner Astronomische Jahrbuch, anschließend war er bis 1940 mit der Bahnberechnung und den Ephemeriden Kleiner Planeten beschäftigt. Im Jahr 1939 wurde er Observator des ARI, im selben Jahr wurde auch seine Habilitationsschrift veröffentlicht, in der er den Ort, die Eigenbewegung und das Massenverhältnis des Doppelsterns Alpha Centauri aus Meridianbeobachtungen bestimmte. Gondolatsch nahm 1943 eine Dozentur für Astronomie an der Berliner Universität an, ab 1945 lehrte er Astronomie als Privatdozent an der Universität Heidelberg. Erst im Jahr 1956 wurde er dort zum außerplanmäßigen Professor ernannt. Ab dem Sommersemester 1950 nahm er auch noch einen Lehrauftrag für Astronomie an der Technischen Hochschule Karlsruhe wahr. Im Jahr 1954 war er lediglich zweite Wahl, als ein Nachfolger für den scheidenden Direktor des ARI, August Kopff, gesucht wurde, obwohl sich dieser vehement für ihn eingesetzt hatte.

### Veröffentlichungen
Gondolatsch war von 1940 an, bis 1957, als es eingestellt wurde, wieder für das Berliner Astronomische Jahrbuch tätig. Bis zu seiner Pensionierung 1969 war er anschließend Herausgeber der Apparent Places of Fundamental Stars. Er beschäftigte sich außerdem auch noch mit der Kinematik und der Dynamik der Milchstraße. Bereits 1931 hatte er zusammen mit Leon Hufnagel eine Arbeit zur Geschwindigkeitsverteilung schwacher Sterne veröffentlicht. Als sein Hauptwerk gilt jedoch seine Mitautorenschaft am Lehrbuch der Stellarstatistik, welches 1937 veröffentlicht wurde und lange Zeit als Standardwerk der galaktischen Forschung gehandelt wurde. Er veröffentlichte viele Artikel in Fachzeitschriften und brachte sogar ganze Schulbücher heraus. Gondolatsch war 73 Jahre Mitglied der Astronomischen Gesellschaft (AG).